# Cile ai Giochi della XXVII Olimpiade
Il Cile partecipò ai Giochi della XXVII Olimpiade, svoltisi a Sydney, Australia, dal 15 settembre al 1º ottobre 2000, con una delegazione di 50 atleti impegnati in quattordici discipline.

## Medaglie
| Medaglia | Atleta | Sport  | Evento          |
| -------- | ------ | ------ | --------------- |
| Bronzo   | Cile   | Calcio | Torneo maschile |

## Risultati

### Calcio
- Uomini

| Atleta | Classifica |                 |
| --- | --- | --------------- |
| V · D · M Nazionale olimpica cilena · Calcio ai Giochi Olimpici Estivi 2000 1 N. Tapia · 2 Álvarez · 3 Maldonado · 4 Henríquez · 5 Contreras · 6 Reyes · 7 González · 8 Pizarro · 9 Zamorano · 10 Arrué · 11 Navia · 12 H. Tapia · 13 Núñez · 14 Tello · 15 Ibarra · 16 Olarra · 17 Ormazábal · 18 Di Gregorio · 19 Rojas · CT : Acosta | Bronzo |                 |
| Nazionale olimpica cilena · Calcio ai Giochi Olimpici Estivi 2000 | |                 |
| 1 N. Tapia · 2 Álvarez · 3 Maldonado · 4 Henríquez · 5 Contreras · 6 Reyes · 7 González · 8 Pizarro · 9 Zamorano · 10 Arrué · 11 Navia · 12 H. Tapia · 13 Núñez · 14 Tello · 15 Ibarra · 16 Olarra · 17 Ormazábal · 18 Di Gregorio · 19 Rojas · CT: Acosta                                                                              | 1 N. Tapia · 2 Álvarez · 3 Maldonado · 4 Henríquez · 5 Contreras · 6 Reyes · 7 González · 8 Pizarro · 9 Zamorano · 10 Arrué · 11 Navia · 12 H. Tapia · 13 Núñez · 14 Tello · 15 Ibarra · 16 Olarra · 17 Ormazábal · 18 Di Gregorio · 19 Rojas · CT: Acosta | Cile (bandiera) |